# Niederried bei Interlaken
Niederried bei Interlaken (toponimo tedesco) è un comune svizzero di 348 abitanti del Canton Berna, nella regione dell'Oberland (circondario di Interlaken-Oberhasli).

## Geografia fisica
Niederried bei Interlaken si affaccia sul Lago di Brienz.

## Società

### Evoluzione demografica
L'evoluzione demografica è riportata nella seguente tabella:
Abitanti censiti

## Infrastrutture e trasporti

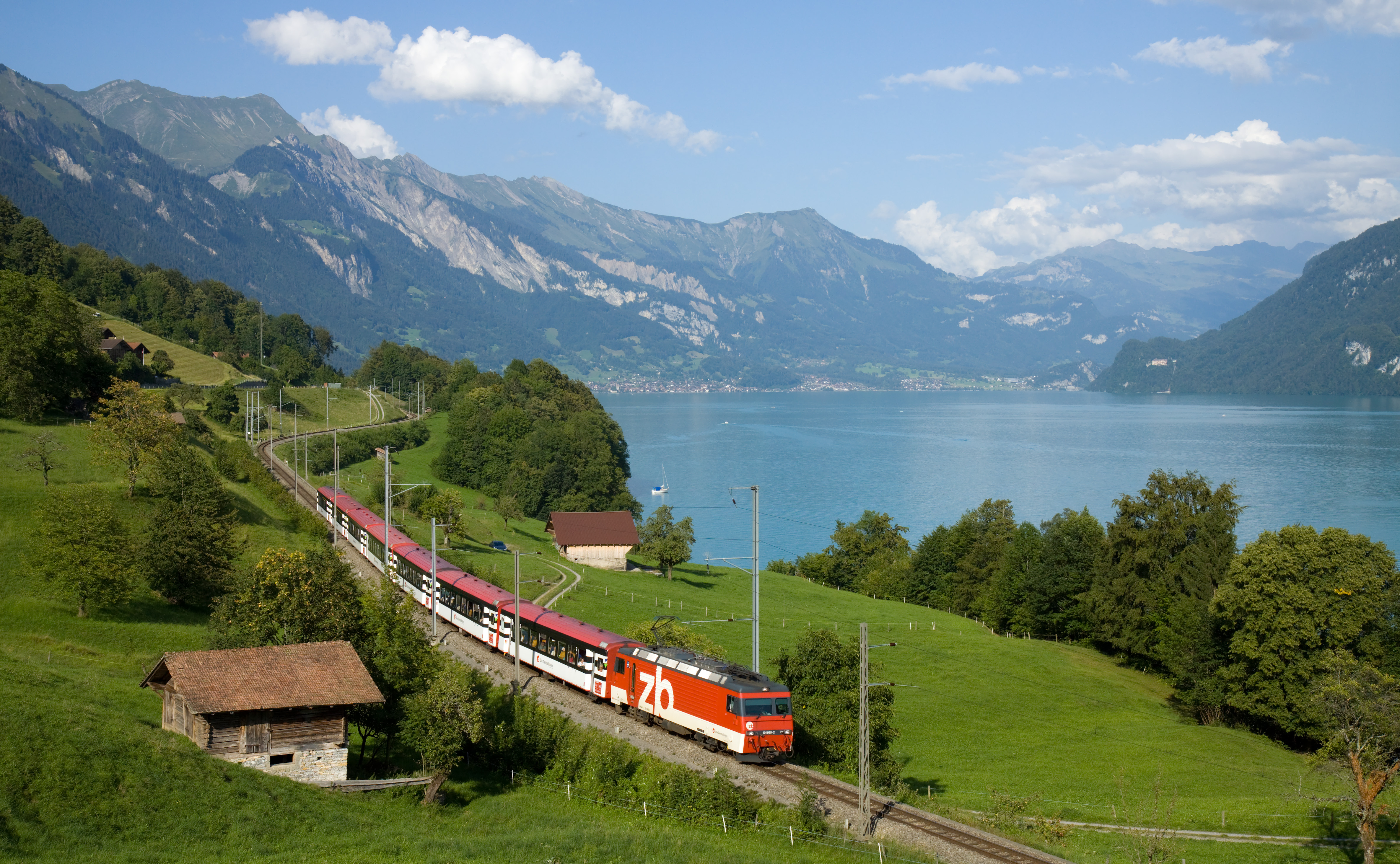
La stazione di Niederried bei Interlaken

Niederried bei Interlaken è servito dall'omonima stazione sulla ferrovia del Brünig.

## Amministrazione
Ogni famiglia originaria del luogo fa parte del cosiddetto comune patriziale e ha la responsabilità della manutenzione di ogni bene ricadente all'interno dei confini del comune.